# Coccodinium bartschii
Coccodinium bartschii är en svampart som beskrevs av A. Massal. 1860. Coccodinium bartschii ingår i släktet Coccodinium och familjen Coccodiniaceae.   Inga underarter finns listade i Catalogue of Life.